# Le Pla
Le Pla – miejscowość i gmina we Francji, w regionie Oksytania, w departamencie Ariège.
Według danych na rok 2010 gminę zamieszkiwało 48 osób, a gęstość zaludnienia wynosiła 3 osób/km².